# Prairie City (Dakota Południowa)
Prairie City – jednostka osadnicza w Stanach Zjednoczonych, w stanie Dakota Południowa, w hrabstwie Pennington.